# Салия, Калистрат Зосимович
Калистрате (Кале) Зосимэc дзе Салия (груз. კალისტრატე (კალე) ზოსიმეს ძე სალია) 26 августа 1901, Цаленджиха, Российская империя — 25 июля 1986, Париж, Франция) ― грузинский ученый, картвелолог, историк.

## Биография
Родился 26 августа 1901 года в селе Цаленджиха, Западная Грузия, Российская Империя.
Начальное образование получил в родном селе и в городе Зугдиди. В 1919 году окончил Хашурскую гимназию и в 1920 году стал студентом Тбилисского государственного университета.
После установления советской власти в Грузии в 1921 году Салия уехал в Германию, где учился в Институте немецкого языка Берлинского университета. Затем переехал во Францию в 1924 году и окончил Парижский университет Сорбонны в 1927 году по специальности история и филология, успешно защитив степень бакалавра.
В 1948 году вместе со своей женой Нино Салия (Нино Курцикашвили) он основал и редактировал журнал «Беди Картлиса» (Судьба Картли), посвященный картвеловедению. Салиа опубликовал серию научных работ по истории и литературе Грузии и написал статьи о Грузии для зарубежных энциклопедий. Его работа «Histoire de la nation géorgienne» (переведенная на английский язык как «История грузинского народа» в 1983 г.) в 1980 году была удостоена премии Французской академии наук.
В архивах Салия хранятся личные архивы многих грузинских ученых, писателей и общественных деятелей. Каллистрат и Нино Салиа подарили Грузинскому институту рукописей более 1400 ценных книг на французском, английском, немецком, итальянском, греческом, испанском, латинском и других языках.
Многие ученые до сих пор пользуются библиотекой Салия, открытой сегодня при институте.
Последний номер журнала «Судьба Картли» вышел в свет в 1984 году. После этого Каллистрат Салия прожил недолго, умер в 1986 году в Париже, но согласно завещанию его тело было перевезено на грузинскую землю. Похоронен в Пантеоне общественных деятелей Дидубе.

## Сочинения
- Салия, Калистрат. История грузинского народа , Париж, 1983.